# VV De Valk in het seizoen 1960/61
Het seizoen 1960/1961 was het zesde en laatste jaar in het bestaan van de Valkenswaardse betaaldvoetbalclub De Valk. De club kwam uit in de Tweede divisie en eindigde daarin op de 18e plaats, dit betekende degradatie naar het amateurvoetbal. Tevens deed de club mee aan het toernooi om de KNVB beker, hierin werd de club in de groepsfase uitgeschakeld.

## Wedstrijdstatistieken

### Tweede divisie
|       | Baronie | De Graafschap | Haarlem | Hilversum | LONGA | N.E.C. | Oldenzaal | PEC   | Rigtersbleek | Roda Sport | Tubantia | UVS   | Velox | Wilhelmina | Zeist | Zwartemeer | Zwolsche Boys |
| ----- | ------- | ------------- | ------- | --------- | ----- | ------ | --------- | ----- | ------------ | ---------- | -------- | ----- | ----- | ---------- | ----- | ---------- | ------------- |
| Thuis | 2 – 3   | 1 – 3         | 0 – 8   | 1 – 2     | 4 – 2 | 0 – 4  | 5 – 2     | 3 – 2 | 2 – 1        | 3 – 5      | 1 – 1    | 1 – 2 | 1 – 4 | 1 – 1      | 5 – 0 | 2 – 1      | 1 – 1         |
| Uit   | 6 – 2   | 4 – 0         | 2 – 1   | 3 – 2     | 3 – 2 | 6 – 1  | 1 – 0     | 2 – 1 | 3 – 1        | 3 – 0      | 5 – 1    | 4 – 3 | 5 – 2 | 4 – 0      | 2 – 0 | 3 – 1      | 1 – 1         |

### KNVB beker
| Groepsfase                                       | De Valk            | 0 – 4 (0 – 1) | VVV                                                              |
| 14 augustus 1960 Plaats: Valkenswaard Leenderweg |                    |               | 45' Jan Schatorjé 60' Bennie Slaats 75', 80' Cor de Meulemeester |
| Groepsfase                                       | Fortuna '54        | 2 – 1 (1 – 1) | De Valk                                                          |
| 18 september 1960 Plaats: Geleen Mauritsstadion  | Spitz Kohn 12', –' |               | 16' Jan Munnecom                                                 |
| Groepsfase                                       | De Valk            | 0 – 4 (0 – 0) | Sittardia                                                        |
| 30 oktober 1960 Plaats: Valkenswaard Leenderweg  |                    |               | Zef Brüll Piet Quix Bert Ehlen Gerard Gruisen                    |

## Statistieken De Valk 1960/1961

### Eindstand De Valk in de Nederlandse Tweede divisie 1960 / 1961
| Stand | Gespeeld | Gewonnen | Gelijk | Verloren | Punten | Doelpunten voor | Doelpunten tegen |
| ----- | -------- | -------- | ------ | -------- | ------ | --------------- | ---------------- |
| 18e   | 34       | 6        | 4      | 24       | 16     | 51              | 99               |

### Topscorers
| #                | Naam                        | Goal |
| ---------------- | --------------------------- | ---- |
| 1.               | Jacques de Wit              | 14   |
| 2.               | Miel Pijs                   | 9    |
| 2.               | Jan Seuntjens               | 9    |
| 4.               | Hayo Rülander               | 5    |
| 5.               | Henny van Gorp              | 3    |
| 5.               | Jan Munnecom                | 3    |
| 6.               | Harrie Adriaans             | 2    |
| 6.               | Toon Vereijken              | 2    |
| 9.               | Jo de Leest                 | 1    |
| 9.               | Van der Vorst               | 1    |
| Eigen doelpunten |                             |      |
| –                | Dirk Schievink (Zwartemeer) | 1    |
| –                | Theo Smolders (LONGA)       | 1    |
| Totaal           | Totaal                      | 51   |

| #      | Naam         | Goal |
| ------ | ------------ | ---- |
| 1.     | Jan Munnecom | 1    |
| Totaal | Totaal       | 1    |

## Voetnoten
Baronie · De Graafschap · Haarlem · Hilversum · LONGA · N.E.C. · Oldenzaal · PEC · Rigtersbleek · Roda Sport · Tubantia · UVS · De Valk · Velox · Wilhelmina · Zeist · Zwartemeer · Zwolsche Boys